# 作庭家
作庭家（さくていか）とは、庭園の作家のことをさし、幾多の名園を残した人物に対し呼称される。
平安期の橘俊綱のような人物から、更には中世から近世にかけては僧侶、また茶道の世界で茶人として知られる人物らが各地に名庭園を築いているが、作庭家と称される人物は、庭師のように通常樹木剪定などの維持管理作業や現場施工は従事しない。
（※施工する場合もある。）
江戸幕府が『編年江戸武鑑』にあるとおり、作事奉行の支配下で御作庭、将軍家御庭師などを定めているが、庭師にあたるのは御庭掛である。

## 代表的作庭家

### 江戸期
- 小堀政一（小堀遠州）
- 石川丈山
- 上田重安（上田宗箇）
- 金森重近（金森宗和）
- 大森有斐（玉川遠州流）
- 山本道勺（山本道句）
- 鎌田庭雪

### 近代以降
- 小川治兵衛
- 重森三玲
- 田中泰阿弥
- 中根金作